# Соседка по комнате
«Соседка по комнате» (англ. The Roommate) — американский триллер 2011 года, снятый Кристианом Кристиансеном. В главных ролях — Лейтон Мистер, Минка Келли, Даннил Харрис, Кэм Жиганде и Элисон Мичалка. Премьера состоялась 4 февраля 2011 года.

## Сюжет
Выпускница Сара поступает в колледж. Там она знакомится со своей новой соседкой по комнате — Ребеккой. Девушки становятся настоящими подругами. Однако позже у Сары появляются новые друзья и молодой человек, вследствие чего девушка забывает про Ребекку. Вскоре с друзьями Сары начинают происходить несчастные случаи. После собственного расследования Сара понимает, что все ужасные события, происходящие с её друзьями, — это дело рук Ребекки, которая, как оказалось, страдает психическими расстройствами. Теперь ей нужно спасаться как можно скорее, ведь кто знает, что взбредет в голову её соседке…

## В ролях
- Минка Келли — Сара Мэттьюз
- Лейтон Мистер — Ребекка Эванс
- Дэннил Харрис — Айрин Крю
- Кэм Жиганде — Стивен Мортерелли
- Элисон Мичалка — Трейси Морган
- Мэтт Лантер — Джейсон Таннер
- Джеррика Хинтон — Шиана
- Райан Дум — Рик Шефер
- Шэрон Лил — миссис Шанель ДюБуа
- Елена Франклин — Джессика Смит
- Кэрри Финкли — Марина Хьюдженс
- Билли Зейн — профессор Робертс
- Фрэнсис Фишер — мать Ребекки
- Томас Арана — отец Ребекки
- Нина Добрев — Мария
- Катерина Грэхэм — Ким Джонсон

## История создания
Съёмки картины проходили в окрестностях университета Loyola Marymount в Лос-Анджелесе. Первоначально Лейтон Мистер должна была сыграть Сару, но позже ей отдали роль Ребекки. Кэм Жиганде и Элисон Мичалка ранее вместе снялись в картине производства Screen Gems под названием Easy A. На своём Twitter-аккаунте Нина Добрев подтвердила, что принимала участие в съёмках картины, однако её сцены были в итоге вырезаны — у неё были общие сцены с коллегой по сериалу «Дневники вампира», Катериной Грэхэм, которая также снялась в фильме. Билли Зейн и Фрэнсис Фишер ранее вместе снимались в «Титанике».
Первоначально, выпуск картины намечался на 17 сентября 2010 года, но премьеру перенесли на 4 февраля 2011. Премьера трейлера состоялась вместе с показом фильмов «Дьявол» и «Бурлеск».
Фильм был показан в 2534 кинотеатрах, собрав в премьерный уикенд $15,6 млн, заняв первую позицию по результатам сборов. Организация CinemaScore выдала фильму рейтинг B- на основе реакции зрителей на картину. По данным компании-прокатчика, две трети аудитории фильма составили девушки и девочки-подростки младше 21 года.